# FC Dynamo San Petersburgo
El FC Dynamo San Petersburgo (del ruso: ФК «Дина́мо» Санкт-Петербург) es un club de fútbol ruso de San Petersburgo fundado en 1922. El equipo fue conocido durante la época soviética como Dynamo Leningrado, disputa sus partidos como local en el MSA Petrovskiy y juega en la Segunda División de Rusia. A lo largo de su historia, el club ha sido refundado en 1960, 2000 y 2007, y ha sufrido numerosas reorganizaciones de ligas.

## Historia

### Origen y primeros años (1922-1954)
El club fue fundado en 1922, con el nombre de Dynamo de Leningrado como parte del clubes deportivos Dinamo, que agrupaba diversos clubes deportivos de toda la Unión Soviética. Esa sociedad fue el patrocinador principal del club en aquel momento. El club debutó en 1936 en la Primera División de la URSS siendo junto con el Dinamo de Moscú, el Dinamo de Kiev, el Spartak, el CSKA, el Lokomotiv y el Krasnaya Zarya Leningrado los participantes en la primera edición de esa liga. Participó en la Primera División de la URSS hasta la interrumpida edición de 1941 por la entrada de la Unión Soviética en la Segunda Guerra Mundial y debido a la batalla de Leningrado, en la que los jugadores el Dynamo y el Zenit, los dos clubes de la ciudad, acudieron a defenderla. Tras la guerra, y capitaneados por Valentin Fedorov, superviviente de la tragedia, el club continuó jugando en Primera división hasta 1954, quedando entre los cinco primeros en tres ocasiones. En 1954, se decidió sustituir al Dynamo por otro club tras su décimo puesto en la liga.

### Desaparición y resurgimiento (1955-1960)
En 1954, a partir del Dynamo, se creó un equipo denominado Trudovyye rezervy, «Reservas laborales». Esto concluye una de las etapas del fútbol de Leningrado, pues el Dynamo durante casi una década dejó de existir. Allí, sin embargo, este equipo dejó una marca notable. La crisis fue causada por el hecho de que en algún momento no hubo jugadores capaces de adoptar las mejores características del estilo Dynamo.
Entre el periodo de 1954-1959 el Dynamo no participó en los campeonatos de la URSS. Y, mientras tanto, los «Reservas laborales» se desarrollaron con bastante éxito en 1954, en su primera temporada, ocupando el cuarto lugar. Pero la suerte no fue larga, ya que en 1955 el equipo cayó al 10.º lugar. Al final del campeonato en 1956 bajó a la clase "B".
En 1960, en lugar del equipo disuelto «Reservas laborales» en el mapa de fútbol de la URSS apareció nuevamente Dynamo, pero ya en clase "B".

### Una nueva y larga edad negra (1960-1991)
En 1960, después de un paréntesis de siete años, se organizó de nuevo un equipo del Dinamo, que jugó en la clase "B". En el mismo año en la II zona del campeonato de la RSFSR el equipo acabó en noveno lugar, un año más tarde el tercero, y ya en 1962 el equipo comenzó el campeonato en la clase más fuerte. El equipo Admiralteyets dejó de existir, y su lugar en el campeonato fue tomado por el Dynamo. El equipo no se desempeñó muy bien: en 1962 y 1963, tomó el 16.º lugar. Sólo se puede destacar la eliminación en los cuartos de final de la Copa soviética donde el Dínamo perdió frente al finalmente campeón Spartak por 4-1.
En 1963, terminando en el lugar 16 con 20 participantes, dejó el escalón más alto del fútbol nacional. Entre 1964-69 el Dínamo jugó en el segundo grupo de la clase "A", en 1970-72, en la primera liga, en 1973-76 en la segunda liga.
A mediados de 1977 llegó al club blanco-azul Yuriy Andreevich Morozov. Este fue el primer trabajo independiente con el equipo del futuro mentor del Zenit. Duró sólo seis meses, pero afectó significativamente el crecimiento de los jugadores del equipo tras la salida de Yuri Andréyevich en el puesto de entrenador. Comenzaron su viaje al fútbol en el Dynamo jugadores como Nikolay Larionov, Vladimir Klement'yev, Yuriy Zheludkov, Sergey Kuznetsov, Aleksey Stepanov, Yuriy Gerasimov, Arkadiy Afanas'yev, Sergey Dmitriyev y Nikolay Vorob'yev. Estos nueve jugadores hicieron una contribución significativa a la primera victoria de Zenit en el campeonato en 1984.
Desde 1980, el Dynamo se estableció firmemente en la segunda liga. En 1990, la VOC Dynamo y Centro Juvenil organizan un nuevo club, el Prometey-Dinamo en el comité de distrito Krasnoselsky del Komsomol. Bajo este nombre, el equipo se desempeñó hasta 1995. Tras el colapso de la Unión Soviética cayó en la primera liga del campeonato ruso.

### Petrotrest y regreso al fútbol ruso (1992-presente)
Desde 1992, la situación financiera del club y su rendimiento deportivo se ha deteriorado de manera constante, a pesar de la temporada de 1995 del Prometey-Dinamo fue capaz de levantarse de la tercera a la segunda liga. En 1997, el año del 100.º aniversario del fútbol ruso, el club fue galardonado con un diploma de la Unión del Fútbol de Rusia "por su gran contribución al desarrollo del fútbol ruso". En marzo de 2000, Dynamo, debido a la falta de fondos no podía solicitar la participación en el campeonato nacional entre los equipos de la segunda división, como resultado perdió su estatus profesional.
El actual Dynamo San Petersburgo se fundó sobre las bases de otro club, el FC Petrotrest San Petersburgo. El Petrotrest se fundó en 2001 y en 2013 el Dynamo compró la plaza del club para volver al fútbol profesional ruso.
Al final de la temporada 2014-15, el club fue relegado a la liga de tercer nivel, la Liga de Fútbol Profesional Rusa. Después de la temporada, el club fue comprado por el multimillonario Boris Rotenberg —técnicamente, se formó un nuevo club llamado FC Dynamo-San Petersburgo, con SMP Racing convirtiéndose en el nuevo patrocinador— y a finales de junio de 2015 se les permitió participar en la Segunda División.
La primera temporada del equipo renovado no fue fácil: reuniéndose en plena fuerza sólo unos días antes del comienzo del campeonato, el Dynamo no pudo mostrar buenas actuaciones en la primera mitad de la temporada y estuvo durante muchas jornadas en las posiciones más bajas. Pero en la primavera de 2016, gracias a la llegada de jóvenes talentos de los juveniles, el Dynamo consiguió enderezar sus cifras, casi convirtiéndose en el mejor equipo en la zona Oeste. En noviembre de 2016 el equipo terminó en primer lugar en la zona Oeste en la Segunda División. Se aseguró el primer lugar en su zona de PFL y la promoción de nuevo a la Liga Nacional de Fútbol de Rusia el 21 de mayo de 2017.
El 21 de septiembre de 2017, el Dynamo eliminó al Zenit, líder de la Liga Premier en ese momento, en dieciseisavos de final de la Copa rusa al vencer en la prórroga por tres goles a dos en el Estadio Krestovski. Esta victoria era la primera victoria en 52 años del Dynamo en el «derbi de Leningrado», como aún sigue siendo conocido.

## Historial de nombres del equipo

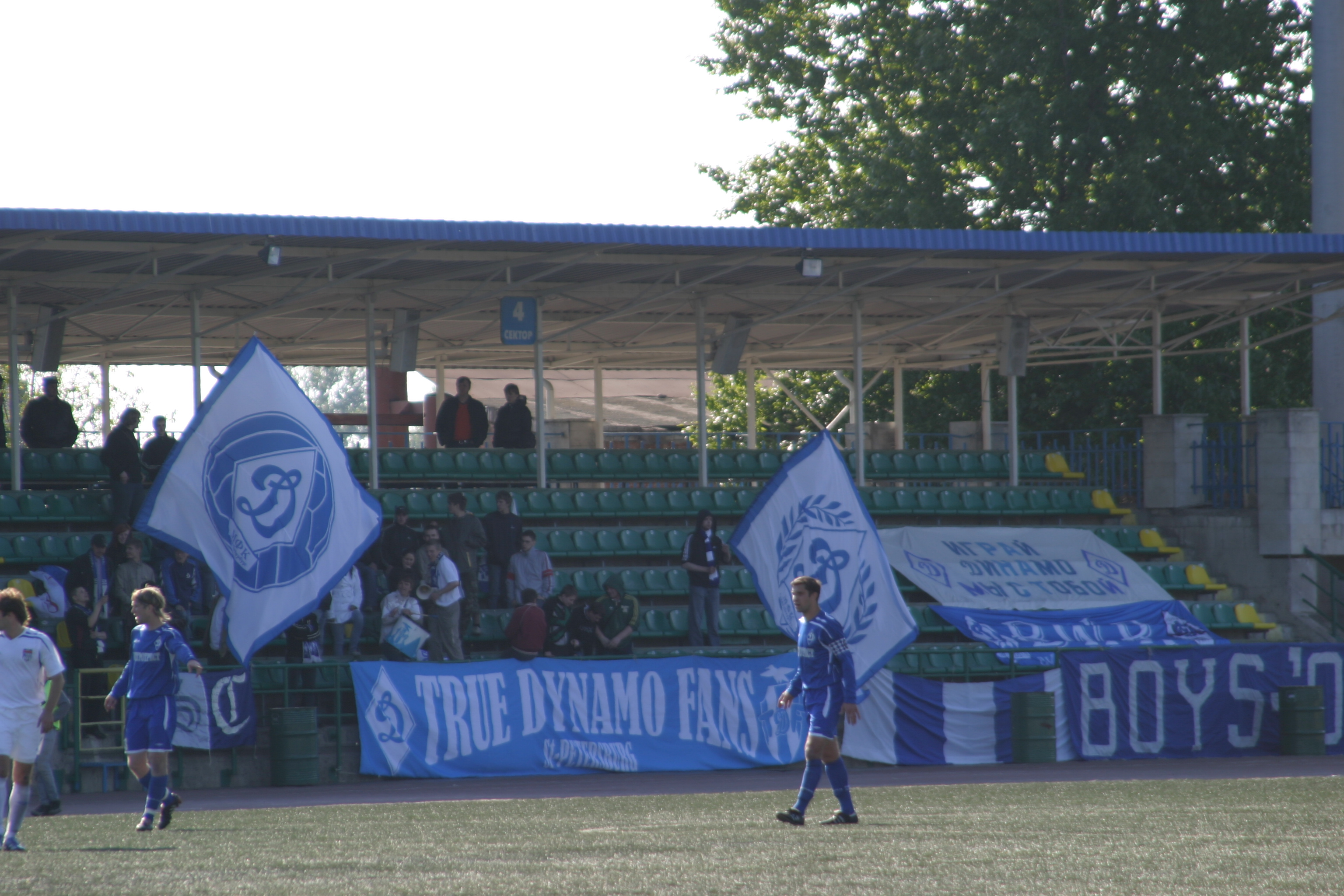
Partido del Dynamo

### FC Dynamo San Petersburgo
- 1936-1990 Dynamo Leningrado
- 1991-1995 FC Prometey-Dynamo San Petersburgo
- 1995-1999 FC Dynamo St. Petersburg
- 2000 FC Dynamo-Stroyimpuls San Petersburgo
- 2001-2003 FC Dynamo-SPb San Petersburgo
- 2004 FC Discovery San Petersburgo
- Disuelto

### FC Petrotrest San Petersburgo
Jugó en la Primera Liga Soviética (1939, 1940 y 1947) y en la Primera División de Rusia (2005)
- 1937 Avangard Leningrado
- 1938 Kirovsky Zavod Leningrado
- 1939-1945 Avangard Leningrado
- 1946 Kirovsky Zavod Leningrado
- 1947-1954 Dzerzhinets Leningrado
- 1955-1988 Avangard Leningrado
- 1989-1991 FC Kirovets Leningrado
- 1992-1998 FC Kosmos-Kirovets San Petersburgo
- 1999-2001 FC Alye Parusa San Petersburgo
- 2002-2006 FC Petrotrest San Petersburgo
- 2007–actualidad FC Dynamo San Petersburgo

## Estadio
En 1929 el Dynamo tenía su propio estadio, Dynamo. Actualmente, y desde finales de los 2000s, juega en el complejo deportivo Petrovskiy en San Petersburgo, que se compone de dos terrenos de juego uno central y uno secundario. El dinamo comparte el recinto con otros cuatro equipos profesionales. En 2008 en Zenit de San Petersburgo jugó en el estadio principal, mientras que el Dinamo, Zenit-2, Zenit-D y Sever (Murmansk) jugaron en el secundario, que tiene capacidad para 2.835 espectadores. En 2011 está previsto que sea inaugurado el Gazprom Arena, nueva sede del Zenit de San Petersburgo en lugar del antiguo estadio Kirov. Por lo que el estadio principal del Petrovsky podría quedar para el Dinamo.

## Jugadores

### Plantilla 2017-18
Actualizado el 1 de septiembre de 2017

### Jugadores destacados
Los jugadores en negrita fueron internacionales mientras jugaban en el Dynamo.
| URSS/Rusia - Sergey Dmitriev - Alexander Kanishchev - Aleksandr Khapsalis - Nikolay Larionov - Israel Olshanetsky - Fridrikh Maryutin - / Dmitri Radchenko - Aleksandr Tenyagin - Gennady Yevriuzhikin - Anatoli Zinchenko - Yúri Morózov | - Ilshat Faizulin - Sergei Filippenkov - Lyubomir Kantonistov - Andrei Kondrashov - Aleksandr Panov Antiguas república soviéticas - Vyaçeslav Lıçkin - Dzmitry Aharodnik - Alyaksandr Chayka - Syarhyey Hyerasimets - Andrei Lavrik - Yuri Shukanov | - Mark Švets - Rimantas Žvingilas - Andrei Maţiura - Evgheni Hmaruc - Serghei Rogaciov - Oleg Shishkin - Andrei Manannikov - Oleksandr Kyryukhin Europa - Saša Ilić |

## Entrenadores
- Vladimir Goncharov ( - 1994)
- Aleksandr Fyodorov (1994–1997)
- Mark Rubin (1997)
- Boris Rappoport (1997–2000)
- Sergei Lomakin (2001–2002)
- Dmitri Galiamin (2002)
- Valery Gladilin (2002)
- Yúri Morózov (2002-2003)
- Oleg Dolmatov (2003)
- Leonid Tkachenko (2007 - 05/2008)
- Vyacheslav Melnikov (05/2008 - 09/2008)
- Eduard Malofeev (09/2008–11/2009)
- Aleksandr Averyanov (2010)
- Grigoriy Mikhailuk (2010)
- Boris Zhuravlyov (2010)
- Eduard Maloféyev (2010)
- Sergey Frantsev (2010)
- Igor Zanzulin (2010)
- Roman Izrailev (2011-2012)
- Boris Zhuravlyov (2013)
- Pavel Gusev (2013-2014)
- Viktor Demidov (2014)
- Adyam Kuzyayev (2014-2015)
- Aleksandr Tochilin (2015-presente)